# Rim Tim Tagi Dim
«Rim Tim Tagi Dim» — пісня хорватського співака Baby Lasagna, з якою він представляв Хорватію на Пісенному конкурсі Євробачення 2024 в Мальме, Швеція після перемоги на національному відборі Dora 2024. «Rim Tim Tagi Dim» описується співаком як жартівлива пісня про економічну еміграцію молодих хорватів. Пісня стала третім синглом майбутнього дебютного сольного альбому Baby Lasagna — Demons and Mosquitoes — і була випущена 12 січня 2024 року під лейблом Virgin Music Group.

## Про пісню
«Rim Tim Tagi Dim» була написана винятково Пурішичем (Baby Lasagna). За його словами, на написання пісні надихнула можливість влаштуватися на круїзне судно, від якої він відмовився. Спочатку «Rim Tim Tagi Dim» мала стати однією з пісень для майбутнього дебютного альбому Demons and Mosquitoes, але Пурішич зрозумів потенціал синглу після набуття прослуховувань, і вирішив надіслати пісню на Dora 2024. 2 січня 2024 року пісня була офіційно оголошена резервною для хорватського національного відбору на Пісенний конкурс Євробачення 2024, та мала бути використаною у випадку, якщо будь-який учасник в основному складі не зможе брати участь з будь-яких причин.
У численних інтерв'ю Пурішич стверджував, що пісня була натхненна масовим відтоком молоді, що залишає Хорватію в пошуках кращих можливостей в інших країнах. Для співака ця пісня є «гумористичним і легким підходом» до проблеми. Сам сингл розповідає про молодого сільського хлопця, який покидає своє село в пошуках кращого життя на чужині; хоч він і приємно схвильований, його все ще мучить тривога через переїзд. Пурішича також надихнула його власна тривога. У тексті «rim tim tagi dim» — це назва вигаданого народного танцю в рідному селі хлопця.
Мелодійно «Rim Tim Tagi Dim» поєднує в собі елементи техно, хеві-металу, попмузики та трепу. Пісня базується на семплі, взятому з Sounds of KSHMR Vol. 2 Splice pack.

## Пісенний конкурс Євробачення 2024

### Dora 2024
Хорватська телекомпанія HRT організувала конкурс Dora 2024 із 24 учасників, щоб вибрати представника Хорватії на Пісенний конкурс Євробачення 2024. Відбір складався з двох півфіналів із 12 пісень, та фіналу, у якому вісім пісень з кожного півфіналу потрапляли до великого фіналу. У фіналі переможця було обрано з комбінації 50/50 голосів публіки та журі, яке складалося з міжнародних та місцевих хорватських журі..
2 січня Пурішич був оголошений резервним учасником на випадок зняття будь-кого з основного складу. Наступного дня Zsa Zsa відмовилася від участі, а Пурішич став 24 учасником. Поставкою номеру займался Луана Клічіч і Себастьян Жежеліч, які також брали участь як акомпануючі танцюристи, а також брат Пурішича — Мартін, який грав на барабанах. У номері були використані хорватські народні елементи, такі як мереживо, хустки та пральна дошка, а Пурішич був одягнений у костюм Валентини Плішко з білими мішкуватими рукавами, натхненний хорватським традиційним одягом. Рукава порівняли з тими, які були у Käärijä, предстаника Фінляндії на Пісенному конкурсі Євробачення 2023.
«Rim Tim Tagi Dim» пройшла у гранд-фінал. Після оголошення результатів голосування у фіналі 25 лютого стало відомо, що пісня виграла Dora 2024, як за голосуванням журі, так і глядачів, і набрала 321 бал з відбивом у 239 балів від другого місця. Пурішич також отримав 247 балів у телеголосуванні — на 220 більше, ніж друге місце; усі інші пісні мали 218 балів за результатами телеголосування разом. У результаті «Rim Tim Tagi Dim» здобула право представляти Хорватію на Пісенному конкурсі Євробачення 2024.

### На Євробаченні
Пісенний конкурс Євробачення-2024 відбувся на Мальме-Арені в Мальме, Швеція, і складався з двох півфіналів, які відбулися відповідно 7 і 9 травня, і фіналу 11 травня 2024 року. Під час жеребкування 30 січня 2024 року Хорватія потрапила до першої половини шоу першого півфіналу. У виступі Baby Lasagna на Євробаченні очікувалися певні зміни. Так, було відомо про створення нових костюмів, які будуть більше натхненні традиційним одягом, а також масок для танцюристів, натхненних істрійськими чентріні. Мартіна Пурішича замінила Матія Клай на барабанах.
У півфіналі Хорватія виступила під сьомим порядковим номером. «Rim Tim Tagi Dim» здобула в ньому перемогу зі 177 балами з невеликою перевагою (4 бали) над другим місцем, а саме піснею «Teresa & Maria» у виконанні alyona alyona & Jerry Heil, які представляли Україну.  

У фіналі Євробачення 2024 Baby Lasagna переміг у голосуванні глядачів зі 337 балами й посів третє місце за рішенням журі з 210 балами. Від здобув 12 балів від журі Кіпру та від глядачів Албанії, Австрії, Азербайджану, Данії, Ісландії, Ірландії, Норвегії і Словенії, а також комбінацію 24 балів від журі й глядачів Сербії. Проте все це не дозволило Хорватії здобути першість над Швейцарією з піснею «The Code» у виконанні Nemo, оскільки останній зібрав понад 82 % від усіх найвищих оцінок журі. Так, «Rim Tim Tagi Dim» посіла друге місце, що стало найкращим результатом Хорватії за всі роки участі у Євробаченні. 

Фрагменти виступу на Євробаченні 2024
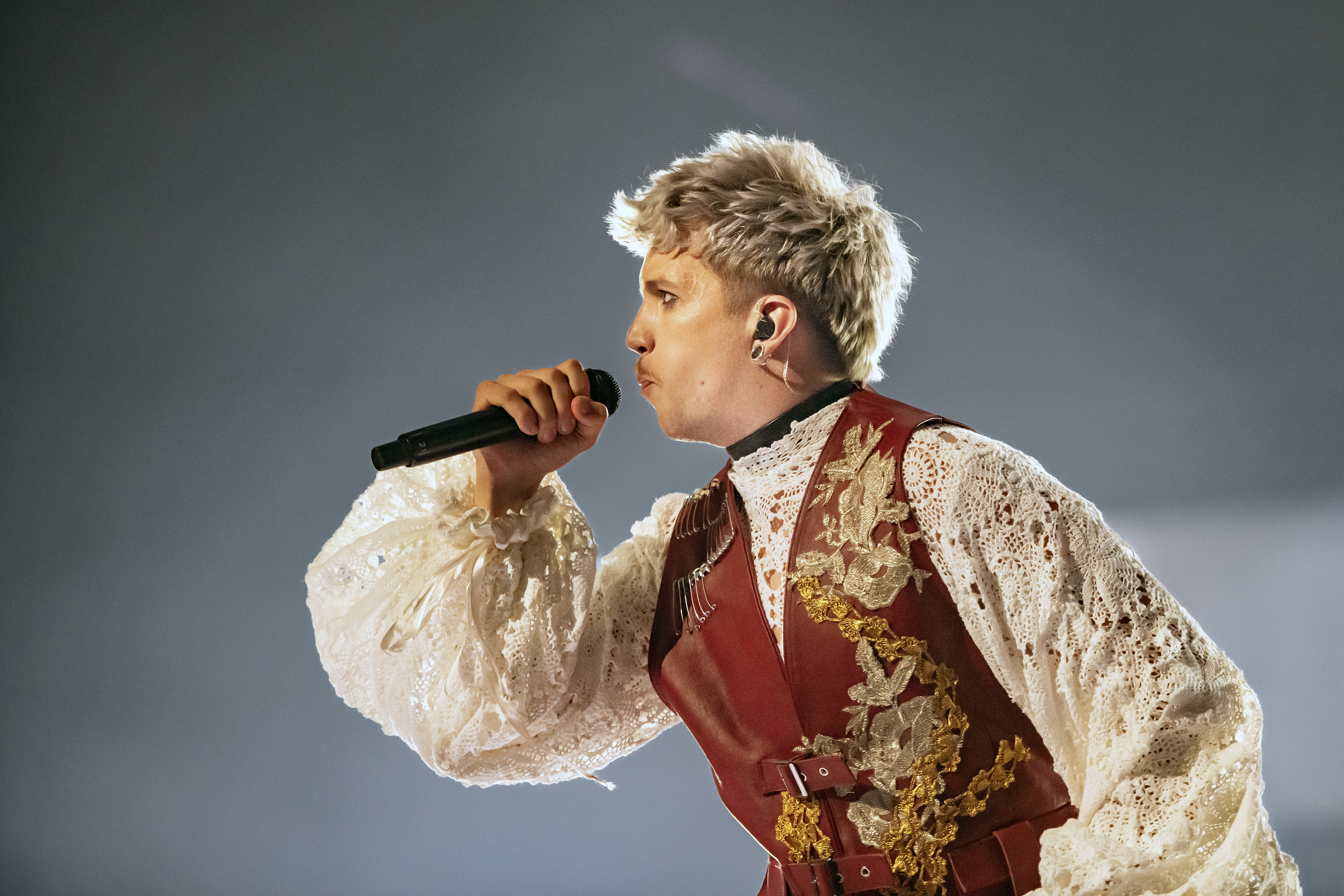
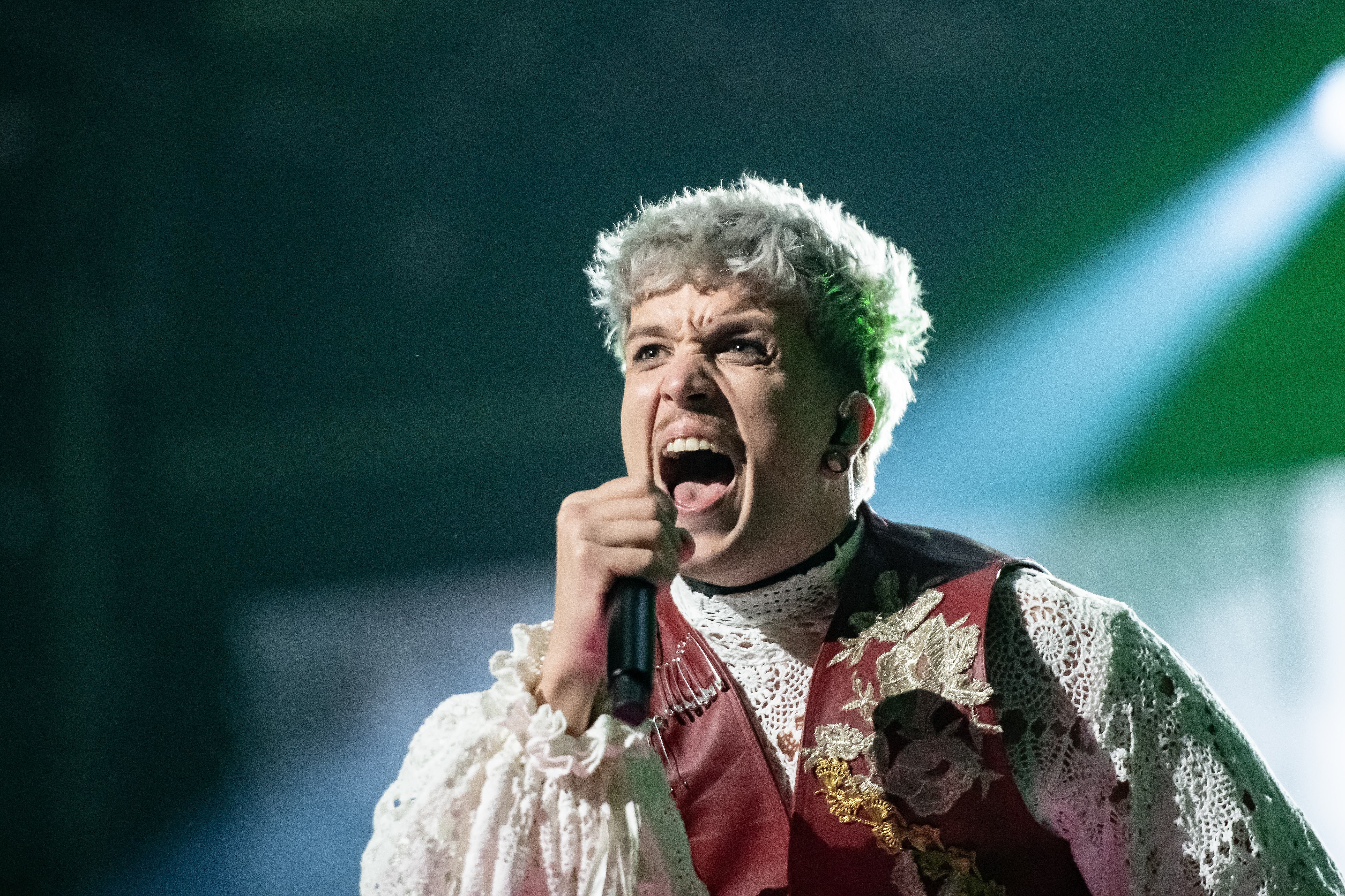
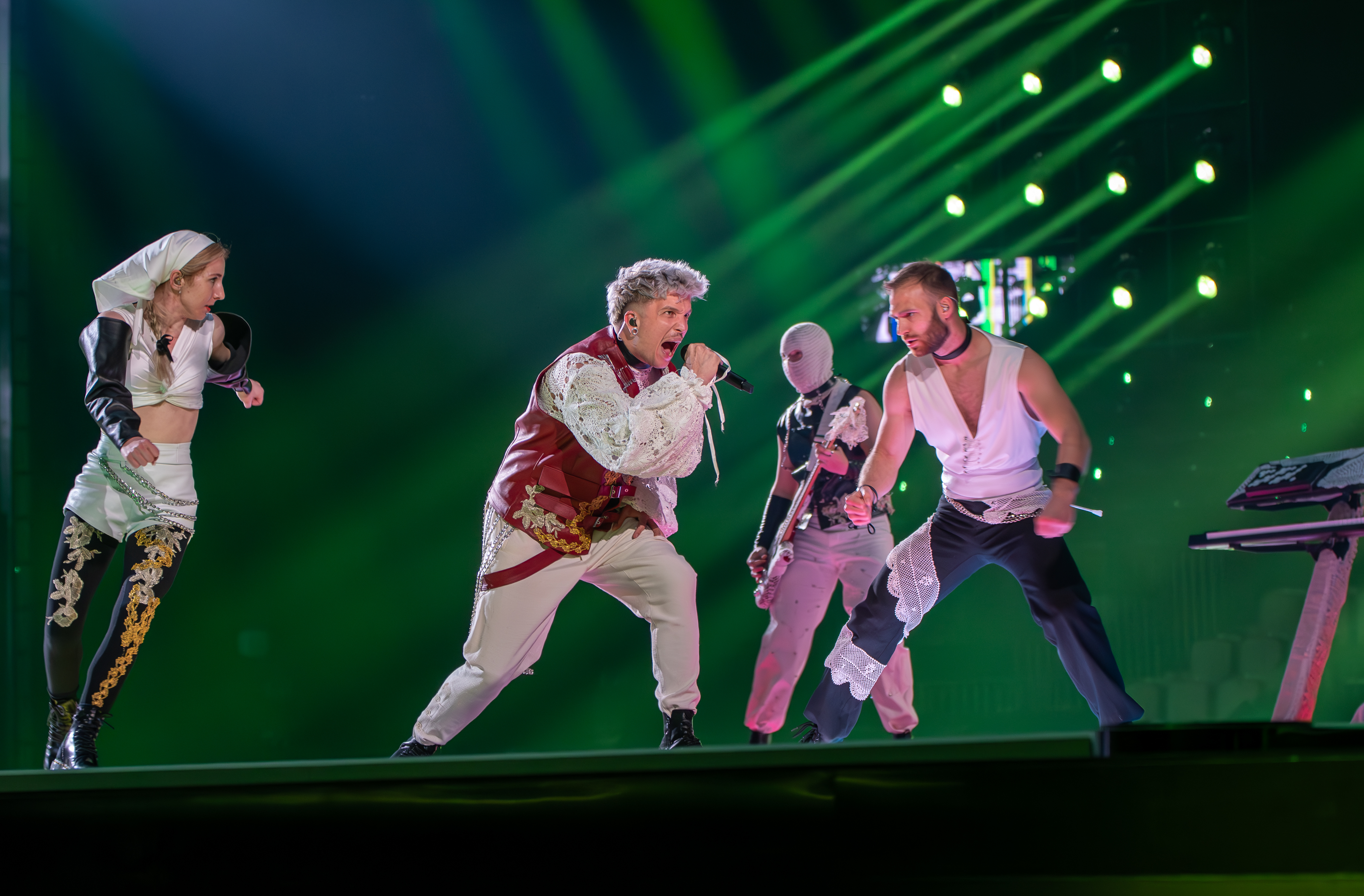
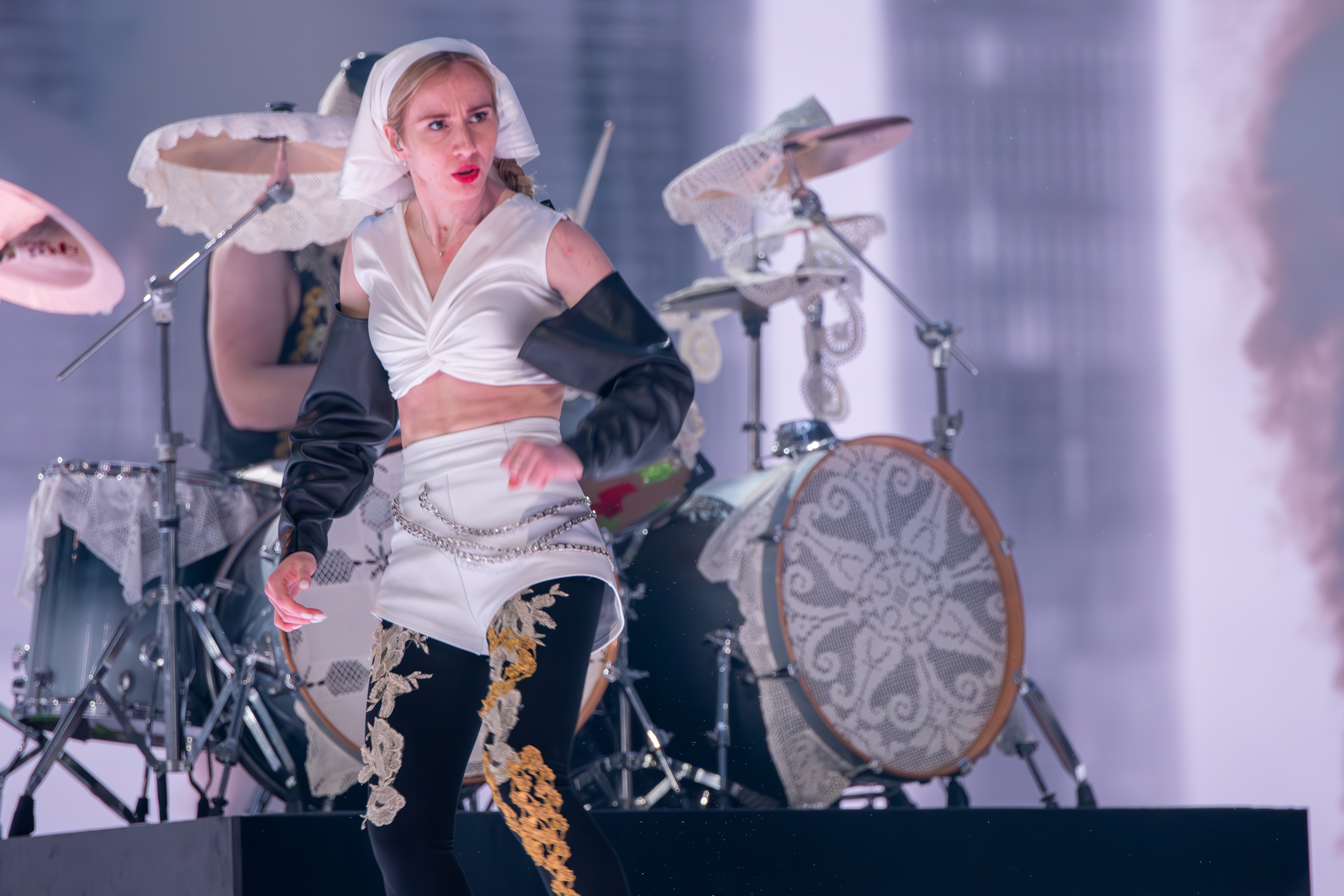
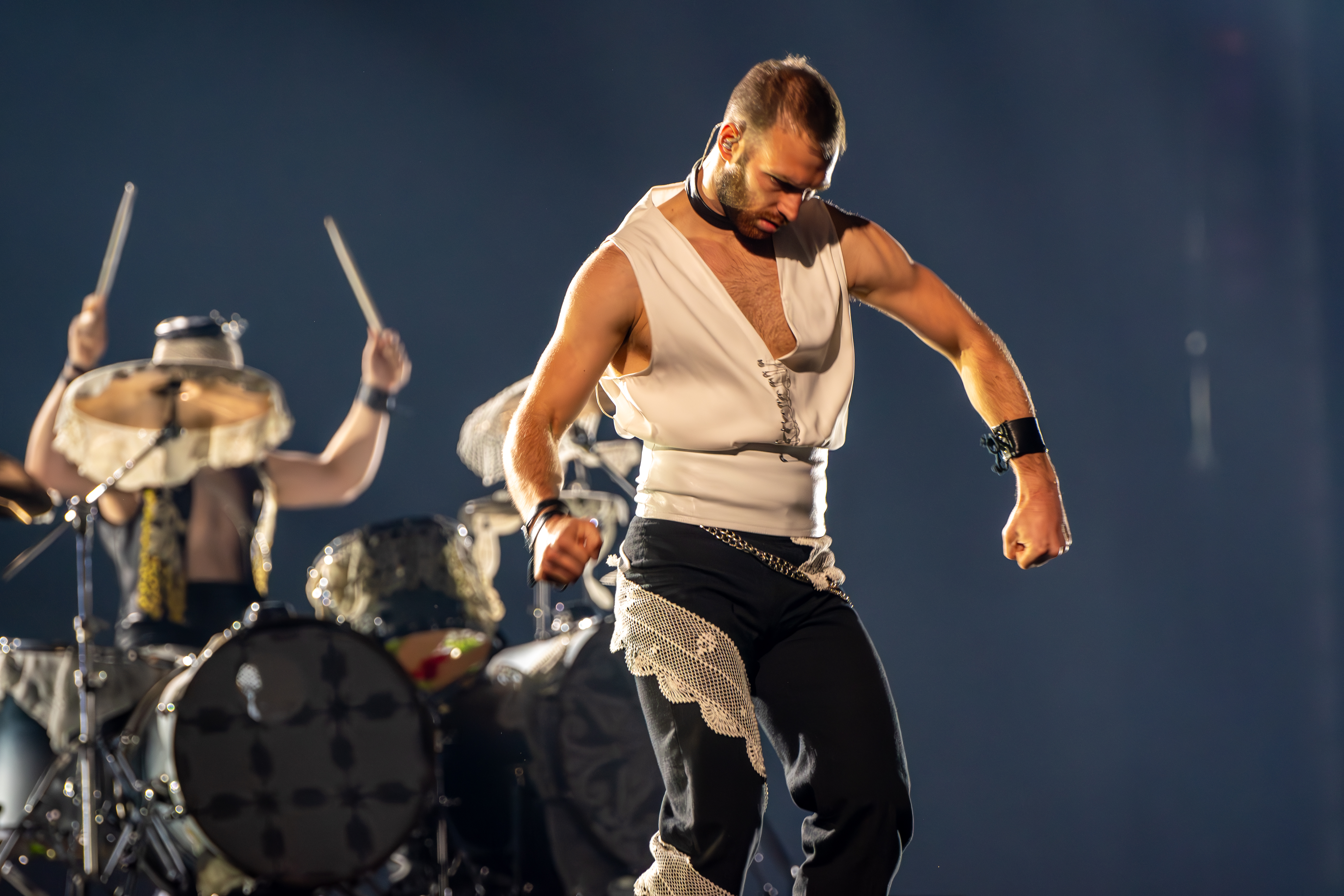
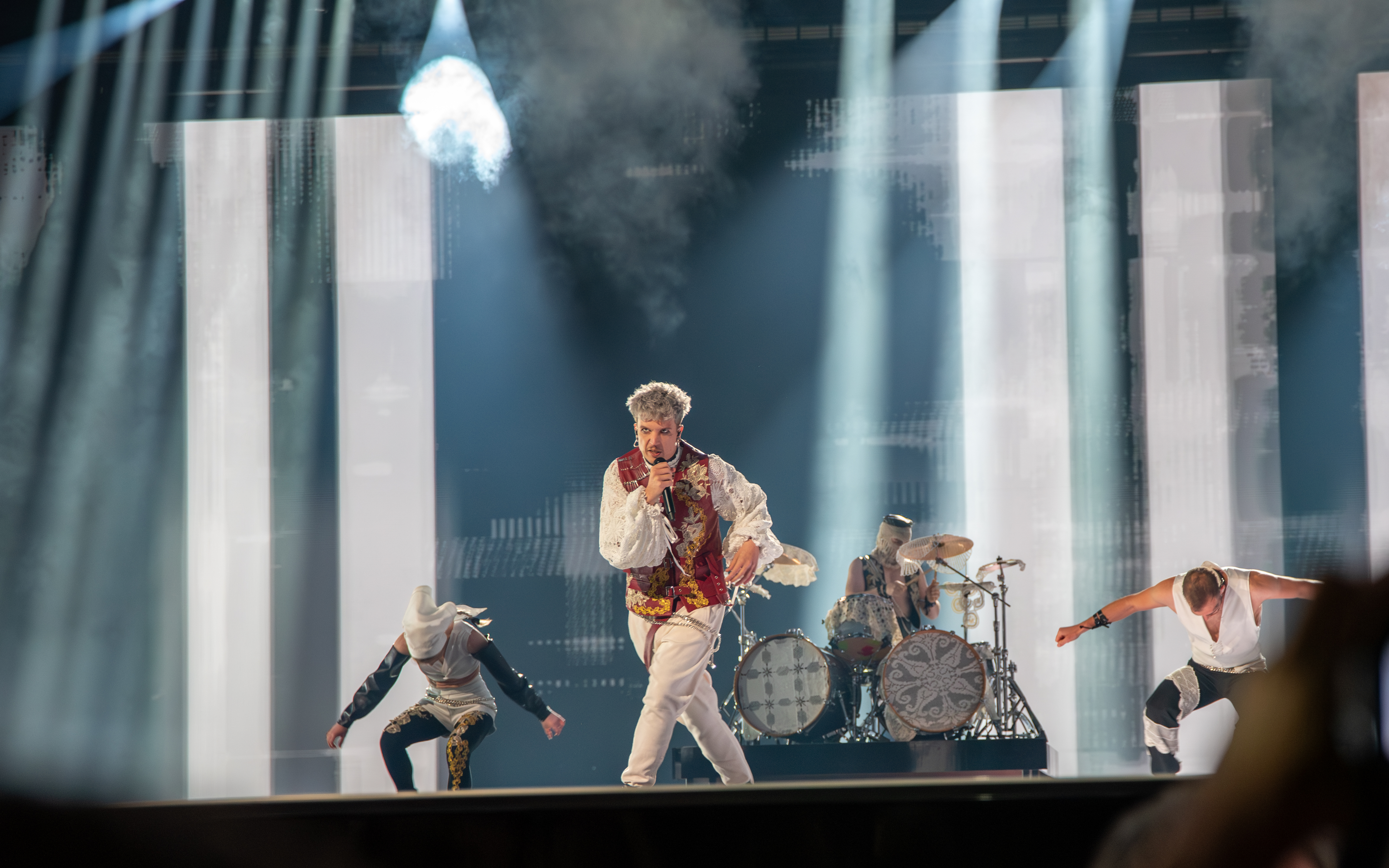
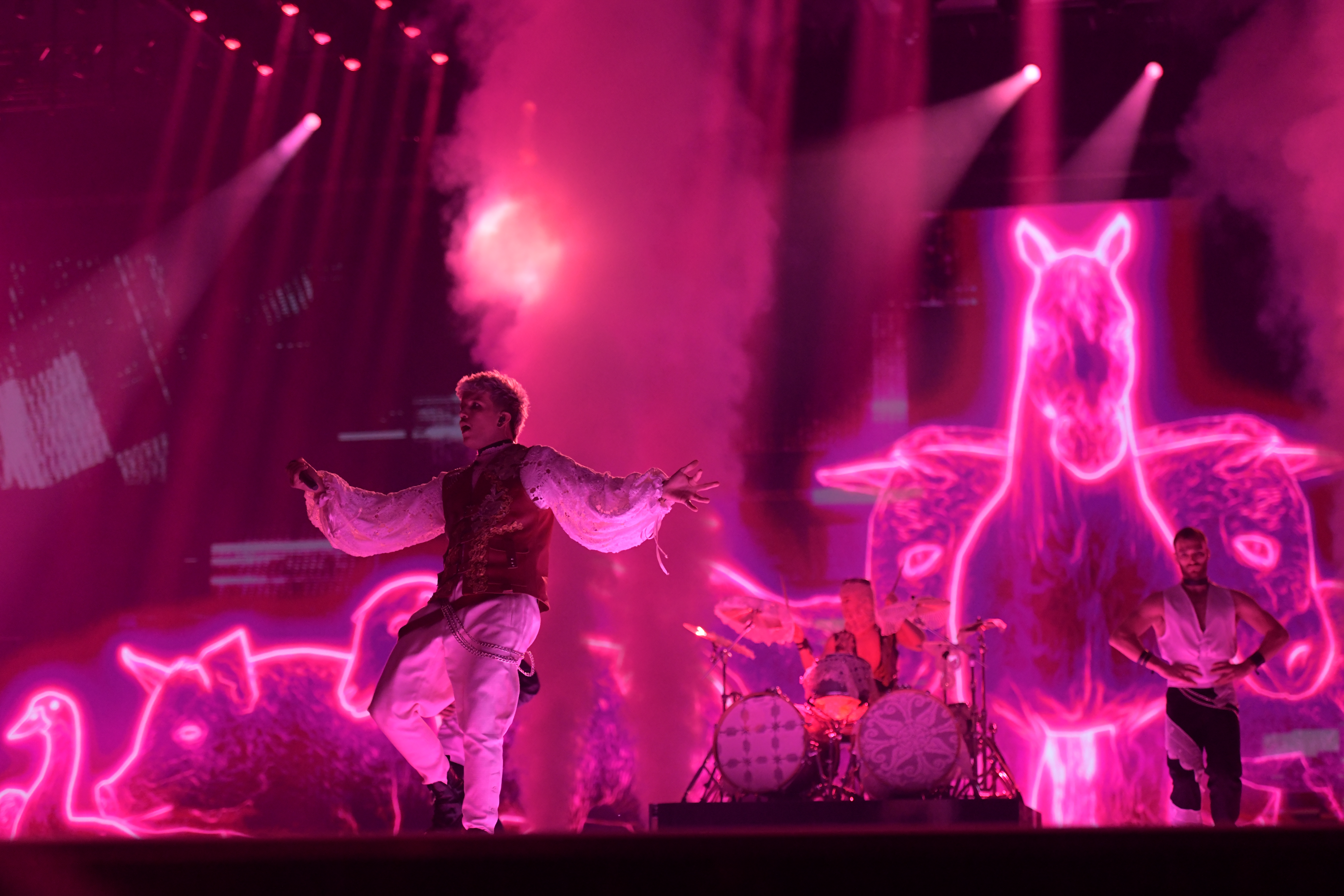
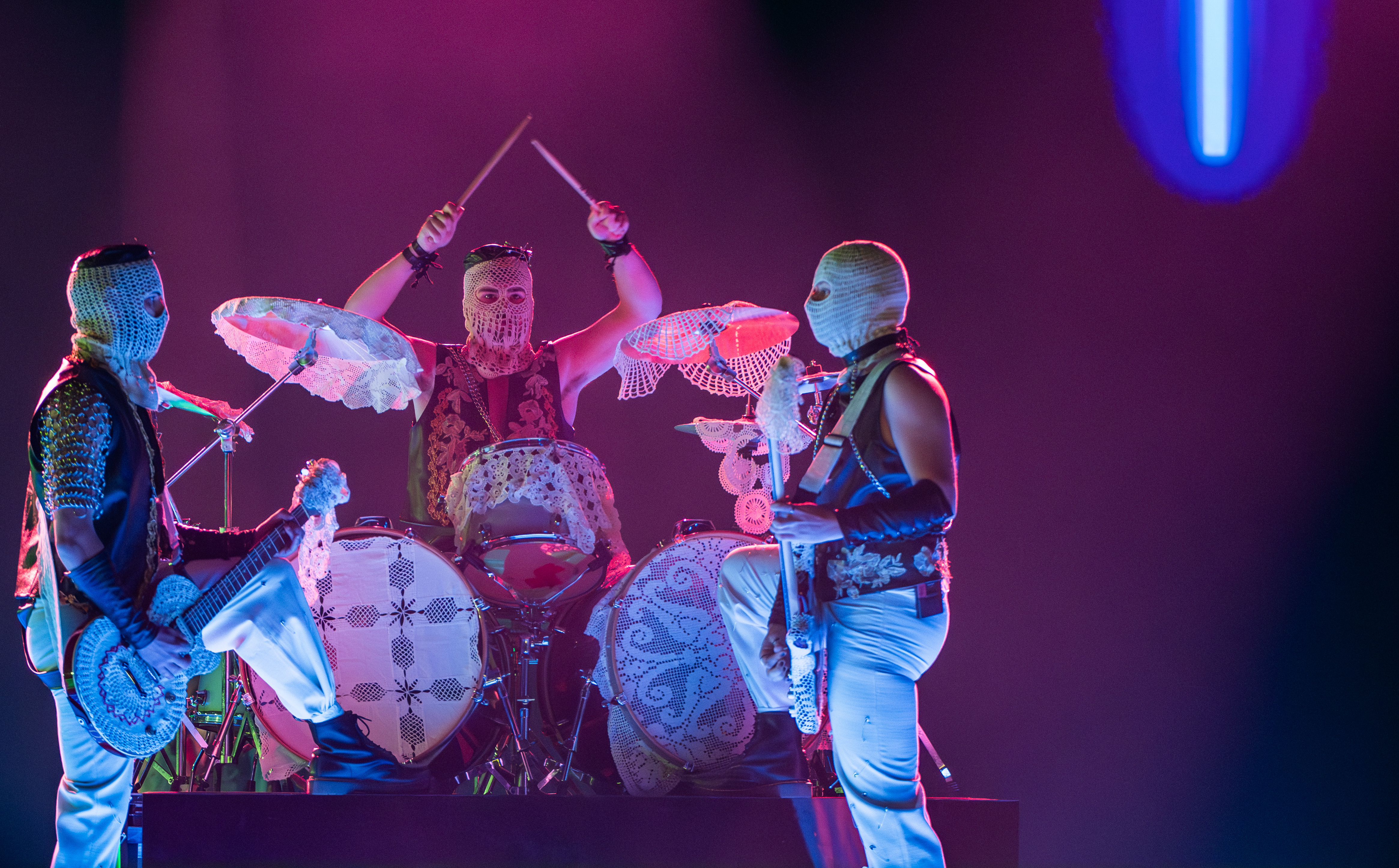
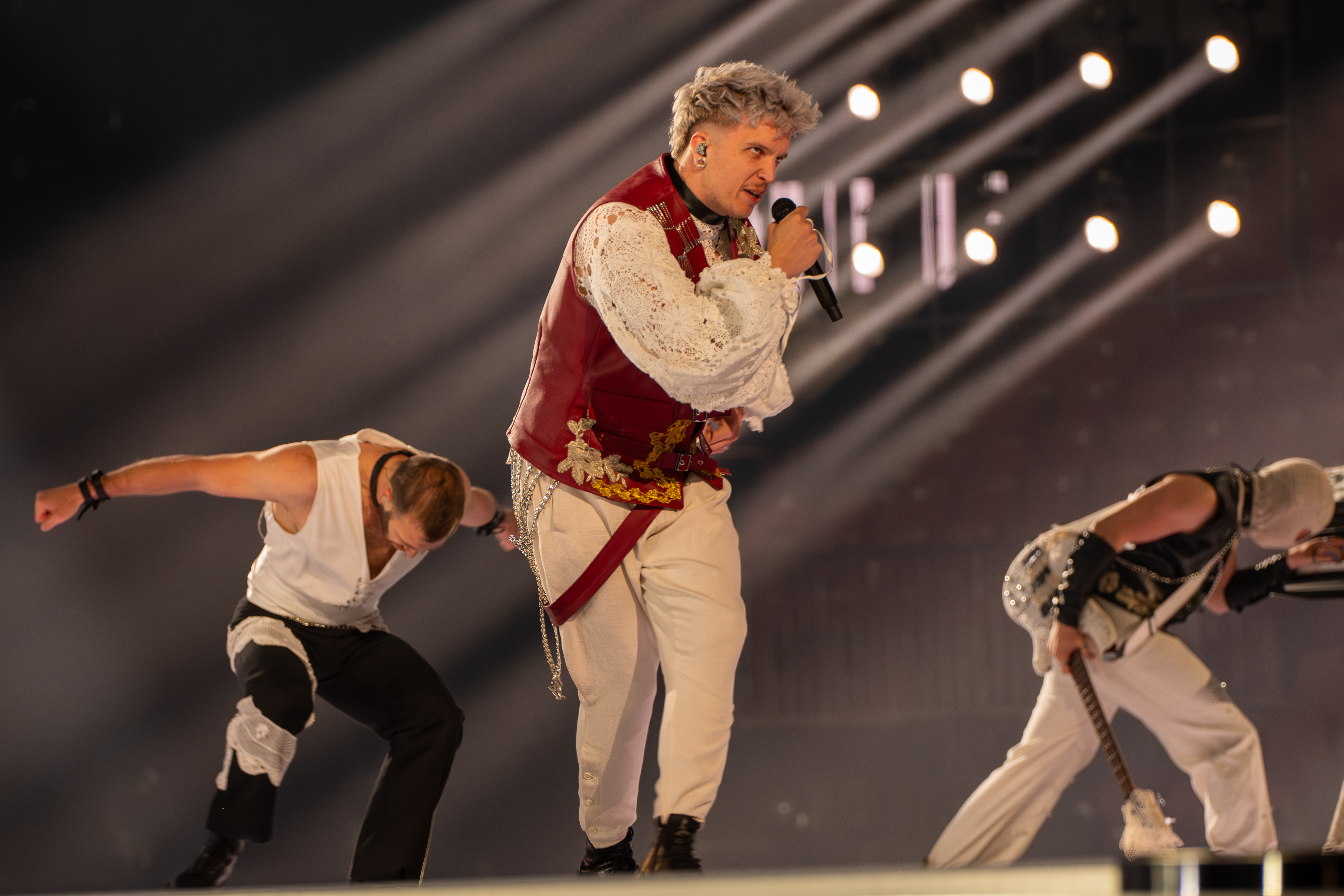
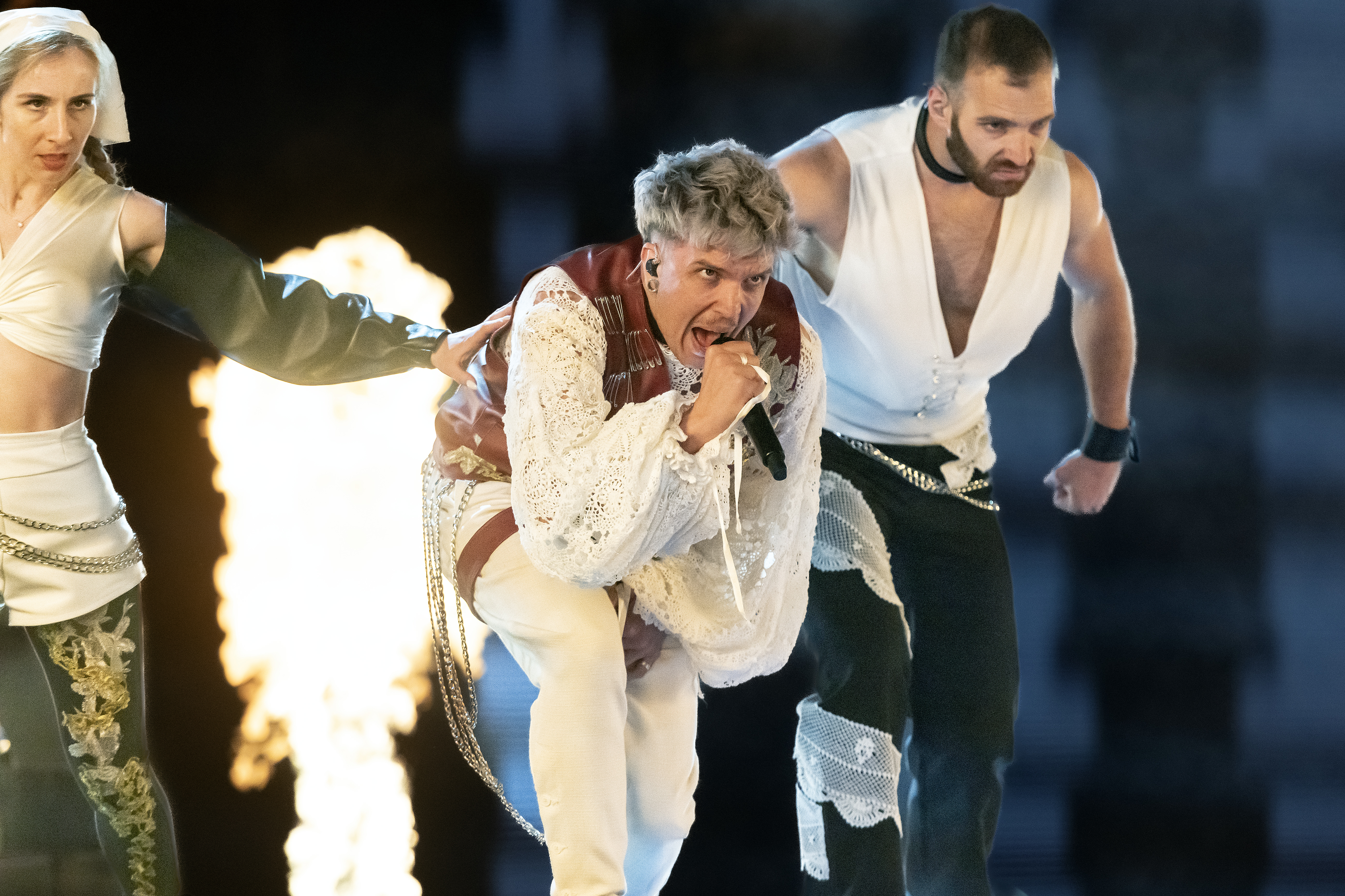
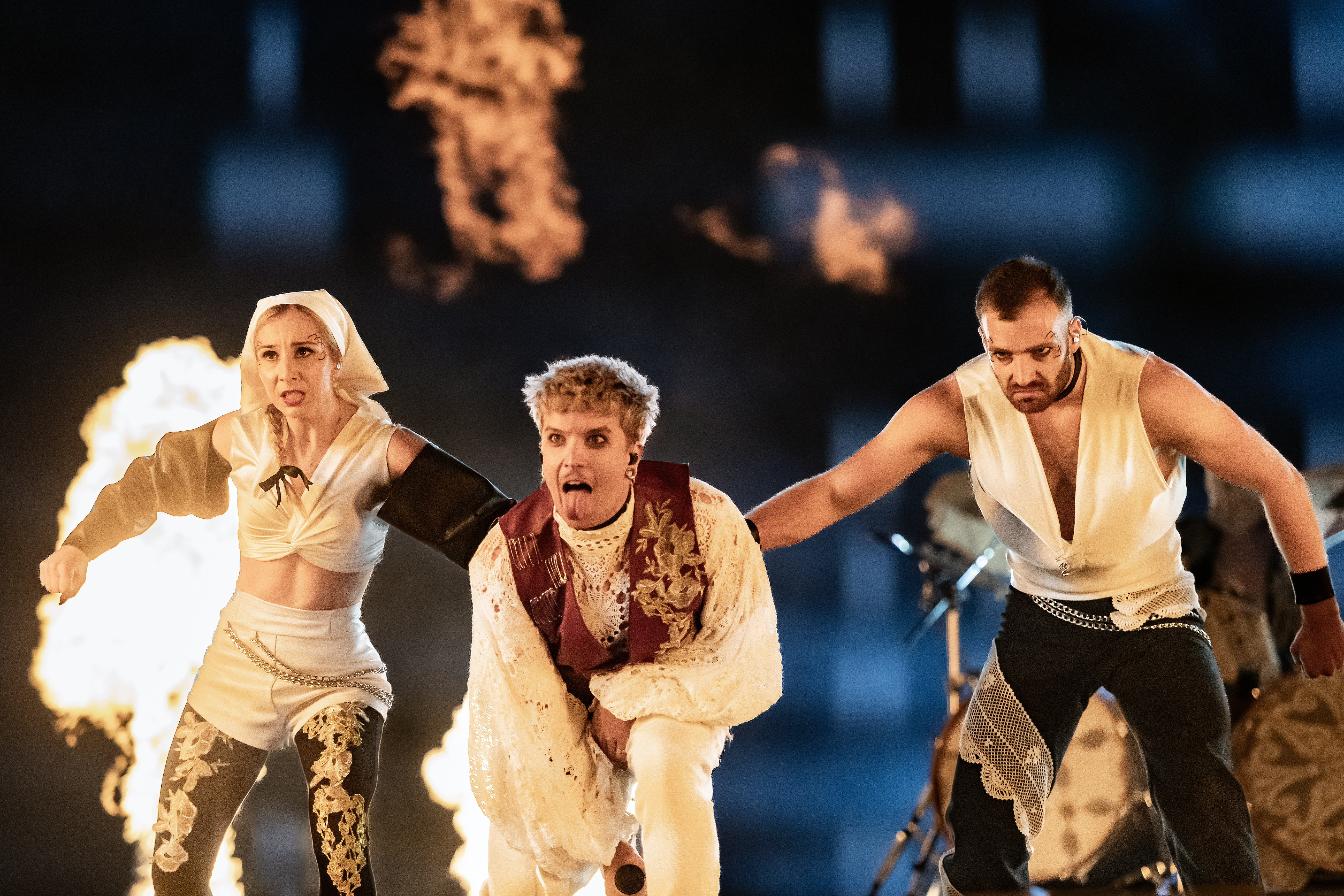
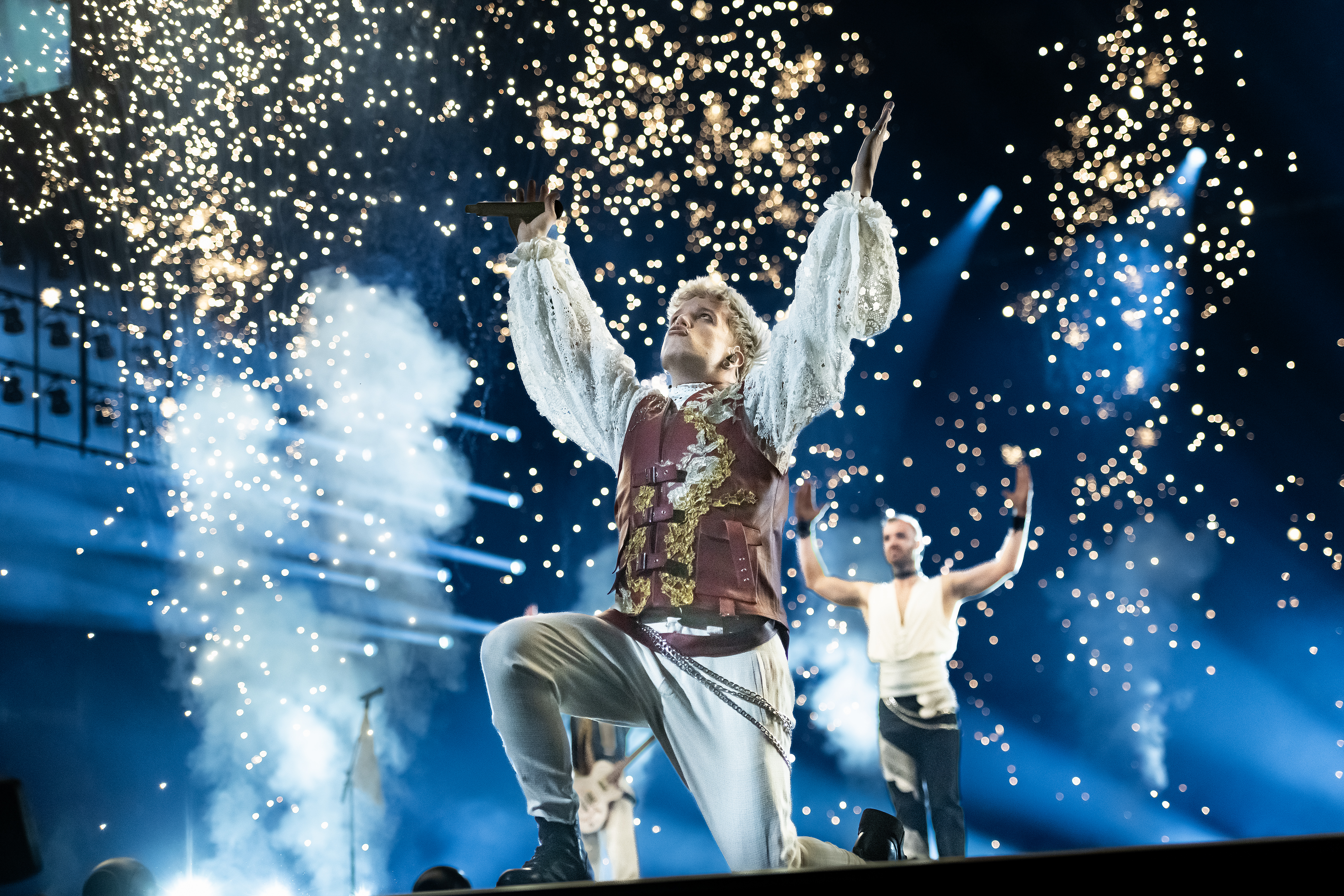

## Критика та відгуки
Пісня отримала відносну оцінку. У реакції Wiwibloggs Вільям Лі Адамс та Сінан похвалили пісню за її композицію та текст. У відповідь на композицію пісні Адамс сказав: 
«Нічого тут не виглядає нав'язаним, дріжджовим або загальним; це відчувається щиро… це якість. Це просто схоже на щиру рок-пісню». 
На Index.hr Мартіна Радош закликала Хорватське радіотелебачення (HRT) звільнити тих, хто обрав Пурішича як запасного учасника, а не основного. У статті для того ж видання Йосип Бошняк написав: 
«Це незвичайний музичний оксиморон. Сумні будні у веселому істрійському тоні». 
Пісню високо оцінили Матко Єлавич, Зоріка Конджа та Ведрана Рудан. Журналіст Večernji list Хрвоє Хорват, своєю чергою, назвав «Rim Tim Tagi Dim» найгіршою на Dora, порівнявши її з роботами Dead or Alive. Пісню також порівнювали з «Cha Cha Cha» співана Käärijä (2023) і «Party in My Head» (2021) гурту Pain; у відповідь на це Пурішич зазначив, що захоплювався учасником від Фінляндії. Сам Käärijä похвалив пісню та назвав її «божевільною».

## Музичне відео та просування
Кліп на пісню був випущений 20 лютого 2024 року. Режисером відео виступила партнерка Пурішича Елізабета Ружич, а зйомки проходили в її рідній громаді Каштелир-Лабинці. В огляді Jutarnji list музичне відео показує сільського хлопця, який емігрує з Хорватії в пошуках кращого життя, оточеного односельцями й тваринами. У відео хлопець показує, що, попри те, що він хоче відійти від сільського способу життя, його все ще охоплюють тривога та страх.
Перемога пісні на Dora спричинила виникнення тренду в TikTok, коли користувачі відтворювали частину хореографії. Серед тих, хто брав участь у тренді, — хорватські депутати Європейського парламенту Вальтер Флего, Біляна Борзан і Предраг Матич, а також Ясенка Аугуштан-Пентек, мер міста Златар. 9 березня 2024 року Пурішич відвідав Міжнародну виставку котів, організованою в Загребі Асоціацією хорватських фелінологічних товариств (SFDH) після того, як один із рядків пісні про нявкання кота («Meow, cat, please, meow back») почав набирати популярність. Для подальшого просування пісні Пурішич оголосив про участь у препаті Євробачення, зокрема в концерті Eurovision In Concert в Амстердамі та PrePartyES у Мадриді.